# Эвкалипт Ганна
Эвкалипт Ганна (лат. Eucalyptus gunnii) — вечнозелёные деревья, вид рода Эвкалипт (Eucalyptus) семейства Миртовые (Myrtaceae).

## Ботаническое описание
Дерево до 30 метров высотой.

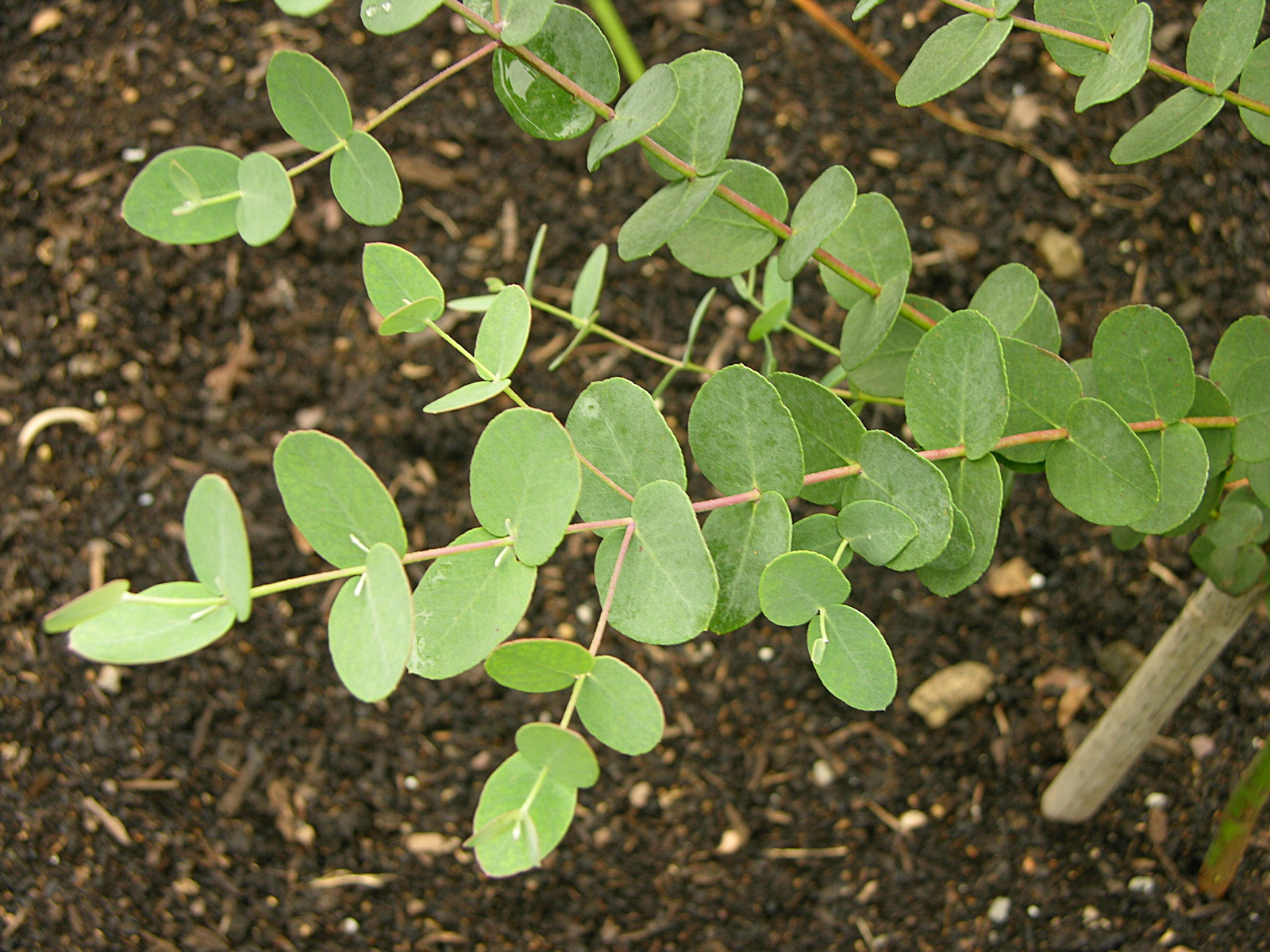
Ветка с молодыми листьями.

Кора гладкая, оранжеватая или розовато-белая, растрескивающаяся на чешуйки, опадающая.
Молодые листья супротивные, число пар много, но неопределено, сизые, сердцевидные, округлые или эллиптические, длиной 3—4 см и почти такой же ширины, сидячие или на коротких черешках. Промежуточные и взрослые листья очерёдные; первые — эллиптические или продолговатые, зелёные или сизые, городчатые; вторые — узко или широко ланцетные, черешковые, длиной 4—7 см, шириной 1,5—3 см, зелёные.
Зонтики пазушные, трёхцветковые, сидячие на ножках длиной 3—8 мм; бутоны сизоватые или зелёные, коротко черешковые, булавовидные или почти цилиндрические, длиной 6—8 мм, диаметром 5 м, с пупковидной или остроконечной крышечкой; трубка цветоложа слегка перетянутая или почти урновидная; пыльники продолговатые или округлые, открываются продольными щелями, с шаровидной, крупной, спинной железкой.
Плоды почти сидячие, шаровидные или колокольчатые, реже яйцевидно-усечённые, длиной 7—10 мм, диаметром 8—9 мм.

## Распространение и экология
В диком виде произрастает в Тасмании. Культивируется в тропических, субтропических и южно-умеренных районах. В Крыму культивируется с 1948 года, на Черноморском побережье Кавказа — с 1952 года.
В природе растёт в субальпийском поясе, на тяжёлых, влажных, нередко временно заболачиваемых почвах.
Быстрота роста умеренная. В Сочи при поливе на оподзоленных почвах, 9-летние растения, в среднем, имели высоту 9,3 м и диаметр ствола 8 см. Отдельные экземпляры достигали высоты 14,8 м при диаметре ствола в 12,5 см.

## Значение и применение
Данный вид считается одним из наиболее холодостойких видов, выдерживающий морозы до −14 °С, в исключительных случаях до −20 °С в течение короткого периода и в настоящее время широко распространён как декоративное дерево на Британских островах и в некоторых частях Западной Европы.
Древесина светлая, хорошего качества.
В листьях содержится эфирное масло (выход 0,38 %) в состав которого входят цинеол (до 41 %), D-пинен, фелландрен и неустановленные эфиры и сесквитерпены. Сладкая листва охотно поедается скотом.

## Подвиды
Подтвержденные подвиды по данным сайта Plants of the World Online на 2022 год:
- Eucalyptus gunnii subsp. divaricata (McAulay & Brett) B.M.Potts
- Eucalyptus gunnii subsp. gunnii